# Katalin Karikóová
Katalin Karikóová (maďarsky Karikó Katalin, 17. ledna 1955, Szolnok) je maďarsko-americká biochemička se specializací na RNA vakcíny. Za svůj objev modifikace nukleotidů v mRNA umožňující vyvinutí mRNA  vakcín proti covidu-19 obdržela spolu s Drewem Weissmanem v roce 2023 Nobelovu cenu za fyziologii a lékařství.

## Životopis
Katalin Karikóová vyrůstala v maďarském městě Kisújszállás. Její otec byl řezník, ona se však už v dětství rozhodla, že se stane vědkyní.
Po absolvování gymnázia vystudovala biochemii na univerzitě v Segedíně, kde také v roce 1982 získala titul Ph.D. Pak pracovala v biologickém výzkumném středisku Maďarské akademie věd v Segedíně. V roce 1985 emigrovala do Filadelfie, kde se věnovala výzkumu na Temple University. Od roku 1989 působila na Pensylvánské univerzitě, kde pracovala na výzkumu mRNA.
V  roce 2006 oba založili společnost RNARx pro vývoj mRNA vakcín, kde zastávala funkci výkonné ředitelky. V roce 2013 přešla do společnosti BioNTech v Německu, která vyvinula a začala vyrábět mRNA vakcínu proti covidu-19.
V roce 2023 obdržela Nobelovu cenu za fyziologii a lékařství s americkým imunologem Drewem Weissmanem „za objevy týkající se modifikací nukleosidových bází, které umožnily vývoj účinných mRNA vakcín proti covidu-19“. Cenu získali za vyřešení klíčového problému nespuštění bouřlivé imunitní reakce po vstupu mRNA do buněk díky zařazení nukleosidových analogů do vlákna ribonukleové kyseliny, které vyvíjeli od roku 2005 (náhradou analogu pseudouridinu za uridin). Messengerová RNA, nesoucí informaci pro tvorbu proteinů v ribozomech buněk, tak skrze jejich výrobu následně navodí produkci ochranných specifických protilátek. Výzkumníci tím umožnili cestu k výrobě účinných mRNA vakcín.

## Rodina
Její dcera, veslařka Susan Franciaová, se jako členka amerických osem stala dvojnásobnou olympijskou vítězkou na LOH 2008 v Pekingu a LOH 2012 v Londýně.

## Ocenění
- Medaile Wilhelma Exnera (2021)
- Nobelova cena za fyziologii a lékařství (2023)